# Elaltitan
Elaltitan lilloi
Genre
Espèce
Elaltitan est un genre éteint de très grands dinosaures sauropodes, un titanosaure du Crétacé supérieur ayant vécu dans ce qui est aujourd’hui l'Argentine.

## Description
L'espèce type et seule espèce, Elaltitan lilloi, a été décrite par Philip D. Mannion et Alejandro Otero en 2012,.
Les fossiles ont été retrouvés dans le membre inférieur de la formation géologique Bajo Barreal (en) dans la province de Chubut, dans les strates du Cénomanien moyen à Turonien, par une expédition conjointe de la Fundación Miguel Lillo et de l'université nationale de Tucumán, menée par José Fernando Bonaparte.

## Étymologie
Le nom générique, Elaltitan, est tiré de « Elal », dieu des Tehuelches, peuple de la province de Chubut, et de « titans », une sorte de géants de la mythologie grecque. Le nom spécifique, lilloi, est donné en l'honneur de Miguel Lillo.

## Découverte
Elaltitan n'est connu que par un seul spécimen représenté par un squelette post-crânien partiel. L'holotype, doublement référencé PVL 4628 et MACN-CH 217, regroupe trois vertèbres dorsales, deux vertèbres caudales, la scapula, l'humérus et le radius gauche, les deux ulnas, le pubis droit, la moitié proximale du fémur droit, la partie distale du tibia gauche, les 2/3 distaux de la fibula gauche, l'astragale et le calcanéum droits.
Bien que tous les échantillons étaient classés PVL 4628 et hébergés par la Colección de Paleontología de Vertebrados de la Fundación Instituto Miguel Lillo à Tucumán, en Argentine, les vertèbres dorsales et caudales ont été déménagées au Bernardino Rivadavia Natural Sciences Museum de Buenos Aires, où ils sont classés sous le nom MACN-CH 217.

## Description
L'holotype d'Elaltitan a d'abord été attribué à Antarctosaurus sp. par Bonaparte et Gasparini (1979), et ensuite provisoirement à Argyrosaurus par Jaime Powell (1986, 2003).
Philip D. Mannion et Alejandro Otero, lors de la création du genre en 2012 ont diagnostiqué Elaltitan à partir d'une combinaison unique de caractères, ainsi qu'une autapomorphie. Cette autapomorphie, ou caractère unique, est la présence d'une arche neurale haute dorso-ventralement, limitée à la moitié antérieure du centrum, sur les toutes premières vertèbres caudales. L'ensemble de ces traits distingue Elaltitan de tous les autres titanosauriformes, dont Antarctosaurus et Argyrosaurus, ainsi que de tous les autres sauropodes de la formation de Bajo Barreal, comme Drusilasaura et Epachthosaurus.

### Taille
La morphologie du fémur partiel d'Elaltitan est proche de celle d'Antarctosaurus giganteus. Sa longueur totale pourrait ainsi être comparable à celle d'Antarctosaurus (2,31 m). Cela en ferait l'un des plus grands sauropodes ayant existé.
R. Benson et ses collègues en 2014 estiment sa masse à 42,8 t. Cependant, en 2018, ils la révisent à la baisse à 35,4 t.